# Gino Zanni
Gino Zanni (Udine, 26 giugno 1910 – Modena, 11 marzo 1986) è stato un calciatore italiano, di ruolo centrocampista.

## Carriera
Cresce nella US Modenese, squadra partecipante ai campionati uliciani; milita poi nelle Cotoniere Angri e nella Torres, prima di far ritorno a Modena.
Tra il 1932 ed il 1937 ha giocato in totale 91 partite in Serie B, con Modena, Perugia, Atalanta e Catanzarese, segnando anche 3 gol.
Termina la carriera nel 1939, dopo altre 2 stagioni in Serie C.

## Palmarès

### Club

#### Competizioni nazionali
- Serie B: 1

Perugia: 1933-1934 (girone B)